# Tamási
Tamási  este un oraș în districtul Tamás, județul Tolna, Ungaria, având o populație de 8.464 de locuitori (2011). 

## Demografie
Componența etnică a orașului Tamási
     Maghiari (91,61%)
     Romi (4,14%)
     Germani (3,55%)
     Necunoscut (0,35%)
     Alții (0,35%)
Componența confesională a orașului Tamási
     Romano-catolici (52,32%)
     Fără religie (14,41%)
     Reformați (3,38%)
     Luterani (1,21%)
     Atei (1%)
     Necunoscută (27,47%)
     Greco-catolici (0,21%)
     Alte religii (0,74%)
Conform recensământului din 2011, orașul Tamási avea 8.464 de locuitori. Din punct de vedere etnic, majoritatea locuitorilor (91,61%) erau maghiari, existând și minorități de romi (4,14%) și germani (3,55%). Apartenența etnică nu este cunoscută în cazul a 0,35% din locuitori.  Din punct de vedere confesional, majoritatea locuitorilor (52,32%) erau romano-catolici, existând și minorități de persoane fără religie (14,41%), reformați (3,38%), luterani (1,21%) și atei (1,0%). Pentru 27,47% din locuitori nu este cunoscută apartenența confesională.